# M24 (mina)
M24 – amerykańska przeciwburtowa mina przeciwpancerna skonstruowana w latach 60. Elementem rażącym jest pocisk rakietowy M28A2 HEAT przejęty z granatnika przeciwpancernego M20 Bazooka II. 
Mina przeciwpancerna M24  o działaniu kierunkowym – przeciwburtowym, składa się z pocisku przeciwpancernego, umieszczonego w kadłubie metalowym, przenośnego zwieracza elektrycznego (o działaniu naciskowym) z przewodami oraz źródła prądu. Po najechaniu gąsienicą czołgu na zwieracz, następuje zamknięcie obwodu i odpalenie pocisku przeciwpancernego.
Mina M24 została wycofana z uzbrojenia US Armed Forces i prawdopodobnie nie jest już używana.